# Caballo capón

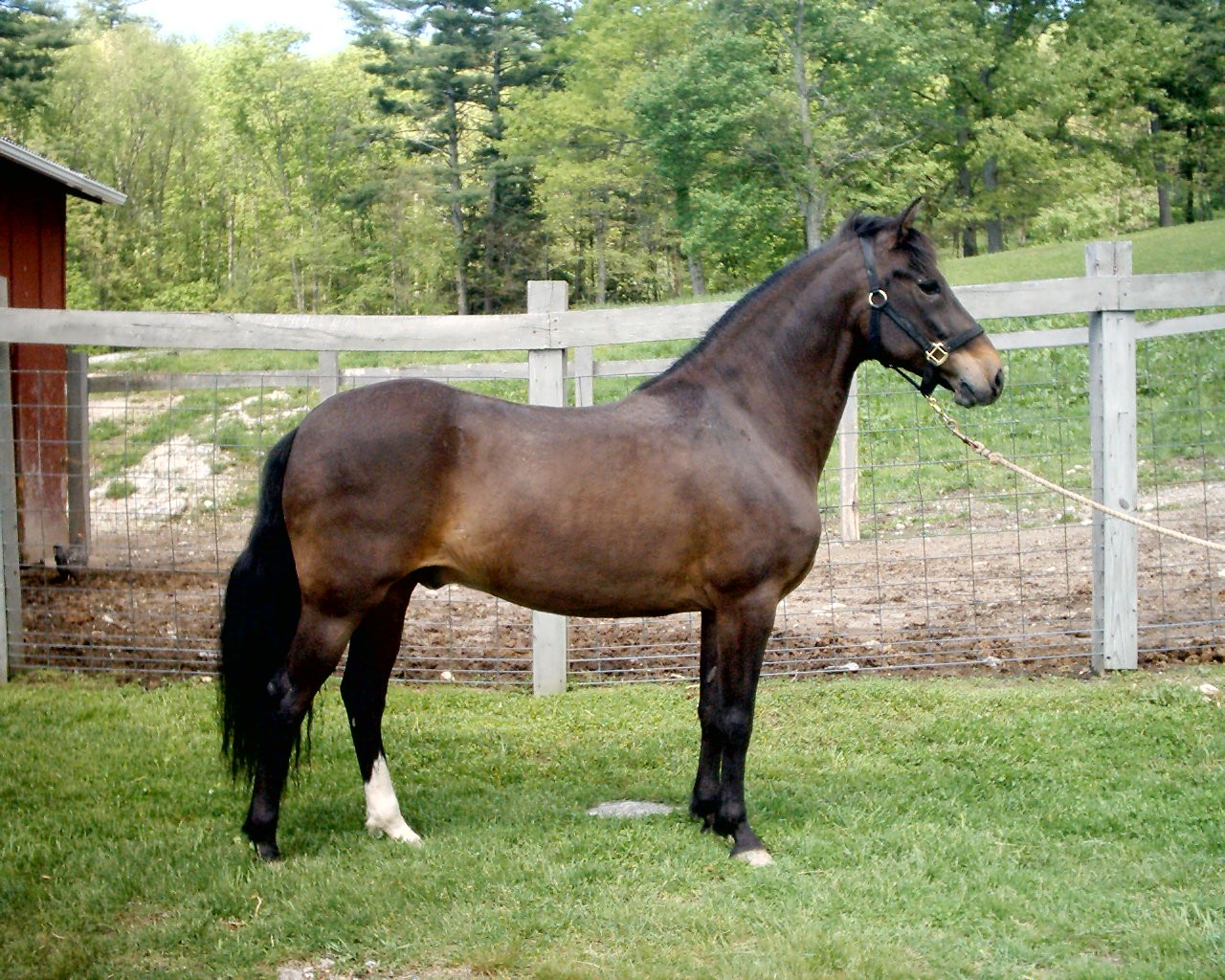
Caballo capón.

Un caballo capón o caballo castrado es aquel al que se le ha aplicado una castración. Se utiliza este proceso para hacer a los caballos más dóciles y adecuados para el trabajo diario.
Se cree que los escitas fueron los primeros en castrar sus caballos.